# Onira
Onira é um género botânico pertencente à família Iridaceae.